# Earle Williams
Earle Williams (28 de fevereiro de 1880 - 25 de abril de 1927) foi um ator de cinema e teatro estadunidense da era do cinema mudo, que atuou em 171 filmes entre 1908 e 1927, a grande maioria para o Vitagraph Studios.

## Biografia
Nasceu em Sacramento, Califórnia, filho de Eva M. Paget e Augustus P. Williams. Viveu em Sacramento até os oito anos de idade, e mudou-se com os pais para Oakland, onde estudou no Polytechnic College. Iniciou sua carreira no teatro ainda na adolescência, teve contacto com a vida teatral aos 14 anos, em Oakland, no Dewey Theater, por volta de 1898. Participou de várias companhias teatrais e, após movimentada carreira no teatro, ingressou no cinema.

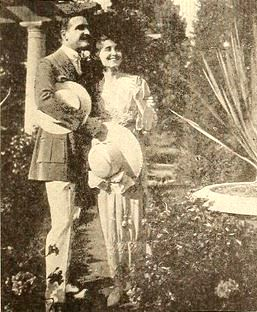
Hornet's Nest (1919) com Earle Williams e Vola Vale

Nos anos 1910, Earle atuou como principal ator do Vitagraph Studios, e chegou a ser eleito a estrela nº 1 dos Estados Unidos em 1915. Seu primeiro filme foi o curta-metragem Barbara Fritchie: The Story of a Patriotic American Woman, em 1908. Atuou pela Vitagraph durante muitos anos, em filmes como Julius Caesar (1908), A Tale of Two Cities, My Official Wife (1914), entre outros.
Seu mais popular filme foi The Juggernaut, e a Vitagraph destruiu verdadeiramente um comboio nesse filme de ação, que estrelou Williams ao lado de seu par mais frequente, Anita Stewart. Eles também estrelaram o popular seriado de 1915, The Goddess, pela Vitagraph. Williams fez o arrojado ladrão cavalheiro Arsène Lupin, em 1917, na versão feita pela Vitagraph. Continuou a ter popularidade na década de 1920, muitas vezes retratando heróis militares. Atuou quase que exclusivamente para a Vitagraph, com algumas incursões em outras companhias, como a William Steiner Productions.
Seu último filme foi Say It with Diamonds (em português Onde Está Minha Mulher), em 1927, pela Chadwick Pictures Corporation, ao lado de Betty Compson.
Além de atuar, Williams escreveu dois roteiros para o cinema, His Phantom Sweetheart (1915), e The Highest Trump (ou The Debt) (1919), além de dirigir um filme, Bring Him In (1921).

## Vida pessoal e Morte

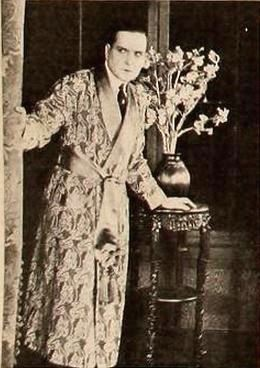
Cena de Captain Swift (1920)

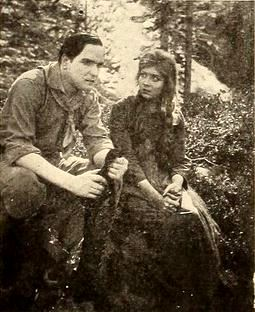
The Wolf (1919) com Earle Williams e Jane Novak.

Foi casado com Florine Walz de 14 de outubro de 1918 até sua morte, em 25 de abril de 1927, e tiveram uma filha, Joan.
William morreu de pneumonia aos 47 anos, e está sepultado no Forest Lawn Memorial Park, em Glendale.
Por sua contribuição para o meio cinematográfico, Williams tem uma estrela na Calçada da Fama, na 1560 Vine Street.

## Peças
Fonte:
- Siberia
- Faust
- The Second in Command
- Heartsease
- Soldiers of Fortune
- The Heart of Maryland
- The Prisoner of Zenda
- Captain Jinks of the Horse Marines
- The Lady of Lyons
- The Road of Yesterday
- The Three of Us
- The Butterflies
- Hon. John Grigsby
- Theodora
- The Conquerors
- Nathan Hale
- Are You a Mason?
- Lady Bountiful
- Judah
- On the Quiet
- The Dairy Farm
- When Knighthood Was in Flower
- The Man on the Box
- Glorious Betsy
- Uncle Tom’s Cabin
- Way Down East
- The Chorus Lady
- The Third Degree
- The Signe of the Rose

## Filmografia parcial
- Julius Caesar (1908)
- Uncle Tom's Cabin (1910)

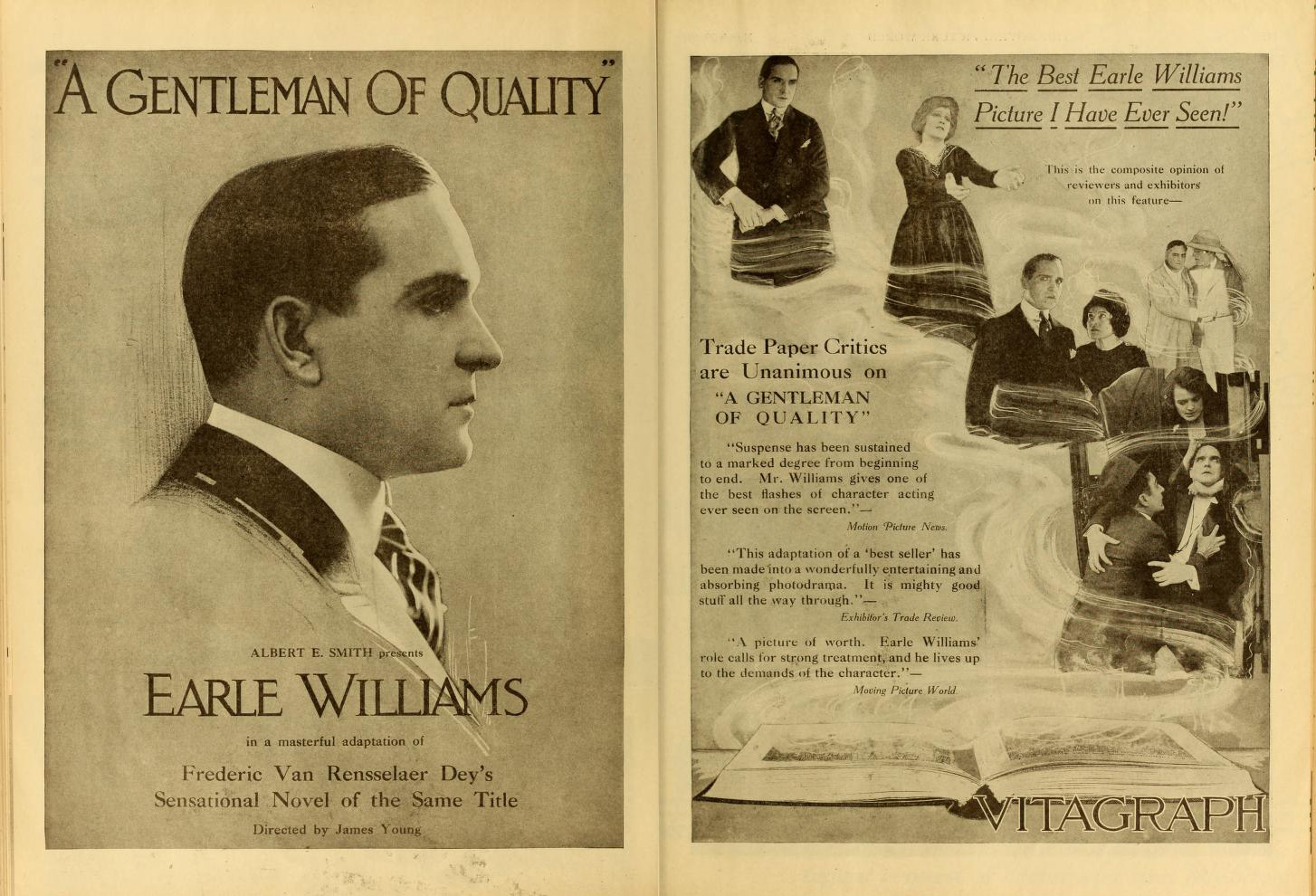
Anúncio do filme A Gentleman of Quality (1919)

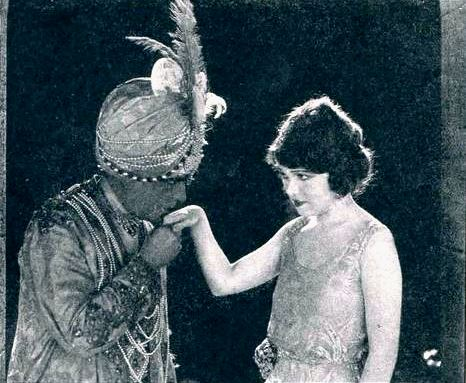
Cena do filme The Man from Downing Street (1922), com Earle Williams (como o Rajah) e Betty Ross Clarke

- A Tale of Two Cities (não creditado, 1911)
- The Seventh Son (1912)
- Red and White Roses (1913)
- My Official Wife (1914)
- The Juggernaut (1915)
- The Goddess (1915)
- The Scarlet Runner (1916)
- Arsene Lupin (1917)
- The Seal of Silence (1918)
- A Mother’s Sin (1918)[8]
- A Rogue's Romance (1919)
- A Gentleman of Quality (1919)
- Captain Swift (1920)
- A Master Stroke (1920)[9]
- Lucky Carson (1921)
- The Silver Car (1921)[10]
- The Man from Downing Street (1922)
- Fortune's Mask (1922)
- Restless Souls (1922)[11]
- The Eternal Struggle (1923)
- Was It Bigamy? (1925)
- The Skyrocket (1926)
- Diplomacy (1926)[12]
- Say It with Diamonds (1927)